# Hillcrest Country Club (Californië)
De Hillcrest Country Club is een countryclub in de Verenigde Staten. De club werd opgericht in 1920 en bevindt zich in Los Angeles, Californië. De club beschikt over een 18-holes golfbaan met een par van 71 en werd ontworpen door de golfbaanarchitect Willie Watson.

## Golftoernooien
Voor het golftoernooi is de lengte van de baan voor de heren 5895 m met een par van 71. De course rating is 73,7 en de slope rating is 131.
- PGA Championship: 1929
- Los Angeles Open: 1932 & 1942